# 1994 في كندا
فيما يلي قوائم الأحداث التي وقعت خلال عام 1994 في كندا.

## أحداث
- 18 أغسطس – دورة ألعاب الكومنولث 1994

## سياسة

### تعيين في المنصب
- 1 يناير – جون جيمس كينلي نائب حاكم نوفا سكوشا [الإنجليزية]‏.

### انتهاء فترة المنصب
- 1 يناير – لويد كراوس نائب حاكم نوفا سكوشا [الإنجليزية]‏.

## رياضة
- 12 يونيو – جائزة كندا الكبرى 1994 الفائز مايكل شوماخر.

## برامج ومسلسلات وأنمي
- ماكلاود

## مواليد

### يناير
- 30 يناير – فيليب بلو لاعب كرة مضرب كندي.

### فبراير
- 8 فبراير – نيكي يانوفسكي مغنية كندية.
- 16 فبراير – ماثيو نايت ممثل كندي.
- 25 فبراير – أوجيني بوشار لاعبة كرة مضرب كندية.

### مارس
- 1 مارس – جاستن بيبر
- 10 مارس – دينا مشرف لاعبة تنس طاولة مصرية.

### مايو
- 11 مايو – دايفيد ألفاريز ممثل كندي.

### يوليو
- 27 يوليو – شانتيل براون يونج عارضة كندية.

### أغسطس
- 23 أغسطس – أوجوست أميس ممثلة إباحية كندية.
- 23 أغسطس – دارا هاول متزحلقة حرة كندية.
- 24 أغسطس – تايلر إينيس لاعب كرة سلة كندي.

### أكتوبر
- 2 أكتوبر – براندان ماير ممثل كندي.
- 9 أكتوبر – جوديل فيرلاند

## وفيات

### فبراير
- 7 فبراير – أرنولد سميث (مواليد 1915) دبلوماسي كندي.

### مارس
- 4 مارس – جون كاندي (مواليد 1950)

### يونيو
- 17 يونيو – هيلين باتل (مواليد 1903)